# Tylecodon sulphureus
Tylecodon sulphureus är en fetbladsväxtart som först beskrevs av H. Tölken, och fick sitt nu gällande namn av H. Tölken. Tylecodon sulphureus ingår i släktet Tylecodon och familjen fetbladsväxter. Utöver nominatformen finns också underarten T. s. armianus.